# ام الطراثيث (محضة)
ام الطراثيث منطقة سكنية تقع في ولاية محضة، التابعة لمحافظة البريمي في سلطنة عمان. يقدر عدد سكانها بـ 113 نسمة حسب إحصاء عام 2010 التابع للمركز الوطني للإحصاء والمعلومات الحكومي. رمز المنطقة هو 40240490.

## الوصلات الخارجية
- المركز الوطني للإحصاء والمعلومات، سلطنة عمان